# Canton de Montfaucon-Montigné
Le canton de Montfaucon-Montigné est une ancienne division administrative française située dans le département de Maine-et-Loire et la région Pays de la Loire.
Il disparait aux élections cantonales de mars 2015, réorganisées par le redécoupage cantonal de 2014.

## Composition
Le canton de Montfaucon-Montigné groupe onze communes. Il compte 26 435 habitants (population municipale) au 1er janvier 2012.
| Nom                             | Code Insee | Intercommunalité        | Population (dernière pop. légale) |
| ------------------------------- | ---------- | ----------------------- | --------------------------------- |
| Montfaucon-Montigné (chef-lieu) | 49206      | CC Moine et Sèvre       | 2 123 (2013)                      |
| Le Longeron                     | 49179      | CC Moine et Sèvre       | 2 143 (2013)                      |
| La Renaudière                   | 49258      | CC Moine et Sèvre       | 989 (2013)                        |
| La Romagne                      | 49260      | CA Cholet Agglomération | 1 791 (2014)                      |
| Roussay                         | 49263      | CC Moine et Sèvre       | 1 223 (2013)                      |
| Saint-André-de-la-Marche        | 49264      | CC Moine et Sèvre       | 2 874 (2013)                      |
| Saint-Crespin-sur-Moine         | 49273      | CC Moine et Sèvre       | 1 588 (2013)                      |
| Saint-Germain-sur-Moine         | 49285      | CC Moine et Sèvre       | 2 928 (2013)                      |
| Saint-Macaire-en-Mauges         | 49301      | CC Moine et Sèvre       | 7 203 (2013)                      |
| Tillières                       | 49349      | CC Moine et Sèvre       | 1 769 (2013)                      |
| Torfou                          | 49350      | CC Moine et Sèvre       | 2 130 (2013)                      |

## Géographie
Situé dans les Mauges, ce canton est organisé autour de Montfaucon-Montigné dans l'arrondissement de Cholet. Sa superficie est de plus de 229 km2 (22 900 hectares), et son altitude varie de 17 mètres (Saint-Crespin-sur-Moine) à 139 mètres (Le Longeron), pour une altitude moyenne de 95 mètres.
| Nom de la commune        | Surface (ha) | Alt. mini (m) | Alt. maxi (m) |
| ------------------------ | ------------ | ------------- | ------------- |
| Le Longeron              | 2 208        | 49            | 139           |
| Montfaucon-Montigné      | 1 680        | 27            | 122           |
| La Renaudière            | 2 146        | 37            | 111           |
| La Romagne               | 1 593        | 48            | 133           |
| Roussay                  | 1 099        | 37            | 119           |
| Saint-André-de-la-Marche | 1 103        | 42            | 114           |
| Saint-Crespin-sur-Moine  | 2 011        | 17            | 96            |
| Saint-Germain-sur-Moine  | 2 679        | 27            | 111           |
| Saint-Macaire-en-Mauges  | 2 733        | 37            | 114           |
| Tillières                | 2 413        | 28            | 101           |
| Torfou                   | 3 235        | 39            | 133           |

## Histoire
Le canton de Montfaucon-Montigné (chef-lieu) est créé en 1790. Dénommé d'abord « Montfaucon » puis « Montfaucon-Montigné », il est rattaché au district de Cholet, puis en 1800 à l'arrondissement de Beaupreau et en 1857 à l'arrondissement de Cholet.
Dans le cadre de la réforme territoriale, un nouveau découpage territorial pour le département de Maine-et-Loire est défini par le décret du 26 février 2014. Le canton de Montfaucon-Montigné disparait aux élections cantonales de mars 2015.

## Administration
Le canton de Montfaucon-Montigné est la circonscription électorale servant à l'élection des conseillers généraux, membres du conseil général de Maine-et-Loire.

### Conseillers généraux de 1833 à 2015
| Période | Période | Identité                                  | Étiquette                   | Qualité |
| ------- | ------- | ----------------------------------------- | --------------------------- | --- |
| 1833    | 1839    | Louis-Rémy Gautret La Moricière           |                             | Ancien notaire à Montfaucon                                                                                   |
| 1839    | 1848    | Marquis Joseph de Préaulx                 |                             | Maire de Pouancé                                                                                              |
| 1848    | 1861    | Comte Henri de Durfort de Civrac          | Union des Droites           | Propriétaire, maire de Beaupréau Député (1852-1857, 1869-1870 et 1871-1884)                                   |
| 1861    | 1880    | Paul Mayaud                               | Union des Droites           | Industriel, propriétaire - Député (1871-1876)                                                                 |
| 1880    | 1898    | Vicomte Fortuné de La Blottais            | Droite                      | Maire de Gesté                                                                                                |
| 1898    | 1928    | Marquis Joseph Jousseaume de La Bretesche | Conservateur                | Maire de Torfou                                                                                               |
| 1928    | 1934    | Anatole Manceau                           | Rad.ind.                    | Journaliste Député (1919-1924), Sénateur (1925-1941) Conseiller municipal de Cholet (1904-1908 et 1919-1925)  |
| 1934    | 1940    | Antoine-Jean Barbier du Doré              | Conservateur                | Maire de Saint-Crespin-sur-Moine Nommé conseiller départemental en 1943                                       |
|         |         |                                           |                             | |
| 1945    | 1951    | François Bordais                          | MRP                         | Maire de Saint-Macaire-en-Mauges                                                                              |
| 1951    | 1976    | Pierre Mulliez (1908-1986)                | CNI                         | Industriel en textiles Maire de Le Longeron (?-1980)                                                          |
| 1976    | 1994    | Madeleine Grégoire                        | UDF                         | Maire de Montigné-sur-Moine (1971-2000), conseillère régionale Suppléante du député Maurice Ligot (1988-1993) |
| 1994    | 2015    | Jacques Hy                                | UDF-CDS puis MoDem puis UDI | Commerçant en vêtements Maire de Saint-Macaire-en-Mauges (2001-2014) Vice-Président du Conseil Général        |

### Résultats électoraux détaillés
- Élections cantonales de 2001 : Jacques Hy (UDF) est élu au 1er tour avec 77,54 % des suffrages exprimés, devant Jean-Luc Poirier (PCF) (10,76 %), Roger Baudry (MNR) (5,89 %) et Philippe Goutierre (FN) (5,82 %). Le taux de participation est de 68,97 % (11 317 votants sur 16 408 inscrits)[6].
- Élections cantonales de 2008 : Jacques Hy (MoDem) est élu au 1er tour avec 68,2 % des suffrages exprimés, devant Laurence  Adrien-Bigeon (PS) (26,79 %) et Claude  Averty  (PCF) (5,02 %). Le taux de participation est de 65,57 % (11 855 votants sur 18 081 inscrits)[7].

### Conseillers d'arrondissement (de 1833 à 1940)
Le canton de Montfaucon appartenait à l'arrondissement de Beaupreau jusqu'à sa disparition en 1857, puis à l'arrondissement de Cholet.
| Période                                  | Période      | Identité                                  | Étiquette       | Qualité |
| ---------------------------------------- | ------------ | ----------------------------------------- | --------------- | --- |
| 1833                                     | 1836         | Augustin Maugin                           |                 | Maire du Longeron                                                                                           |
| 1836                                     | 1848         | Félix Jean Prosper Hervé (1792-1851)      |                 | Propriétaire à Montfaucon                                                                                   |
|                                          |              |                                           |                 | |
| 1919                                     | 1929 (décès) | Louis de Bossoreille de Ribou (1870-1929) |                 | Maire de Saint-Macaire-en-Mauges (1911-1929)                                                                |
| 16 février 1930                          | 1937         | Camille Pasquier (1890-1960)              |                 | Industriel en chaussures, adjoint au maire de Saint-Germain-sur-Moine                                       |
| 1937                                     | 1940         | Léon Griffon (1891-1948)                  | Union nationale | Industriel (fabricant de conserves) à Torfou                                                                |
| 1940                                     |              |                                           |                 | Les conseils d'arrondissement ont été suspendus par la loi du 12 octobre 1940 et n'ont jamais été réactivés |
| Les données manquantes sont à compléter. |              |                                           |                 | |

## Démographie
| 1962   | 1968   | 1975   | 1982   | 1990   | 1999   | 2006   | 2011   | 2012   |
| ------ | ------ | ------ | ------ | ------ | ------ | ------ | ------ | ------ |
| 17 779 | 18 396 | 19 406 | 20 807 | 21 640 | 22 190 | 24 486 | 26 018 | 26 435 |